# تشال دال (كبغيان)
تشال دال (بالفارسية: چال دال) هي قرية تقع في إيران في قسم كبغيان الريفي. يقدر عدد سكانها بـ 25 نسمة بحسب إحصاء 2016.